# 43M Zrínyi

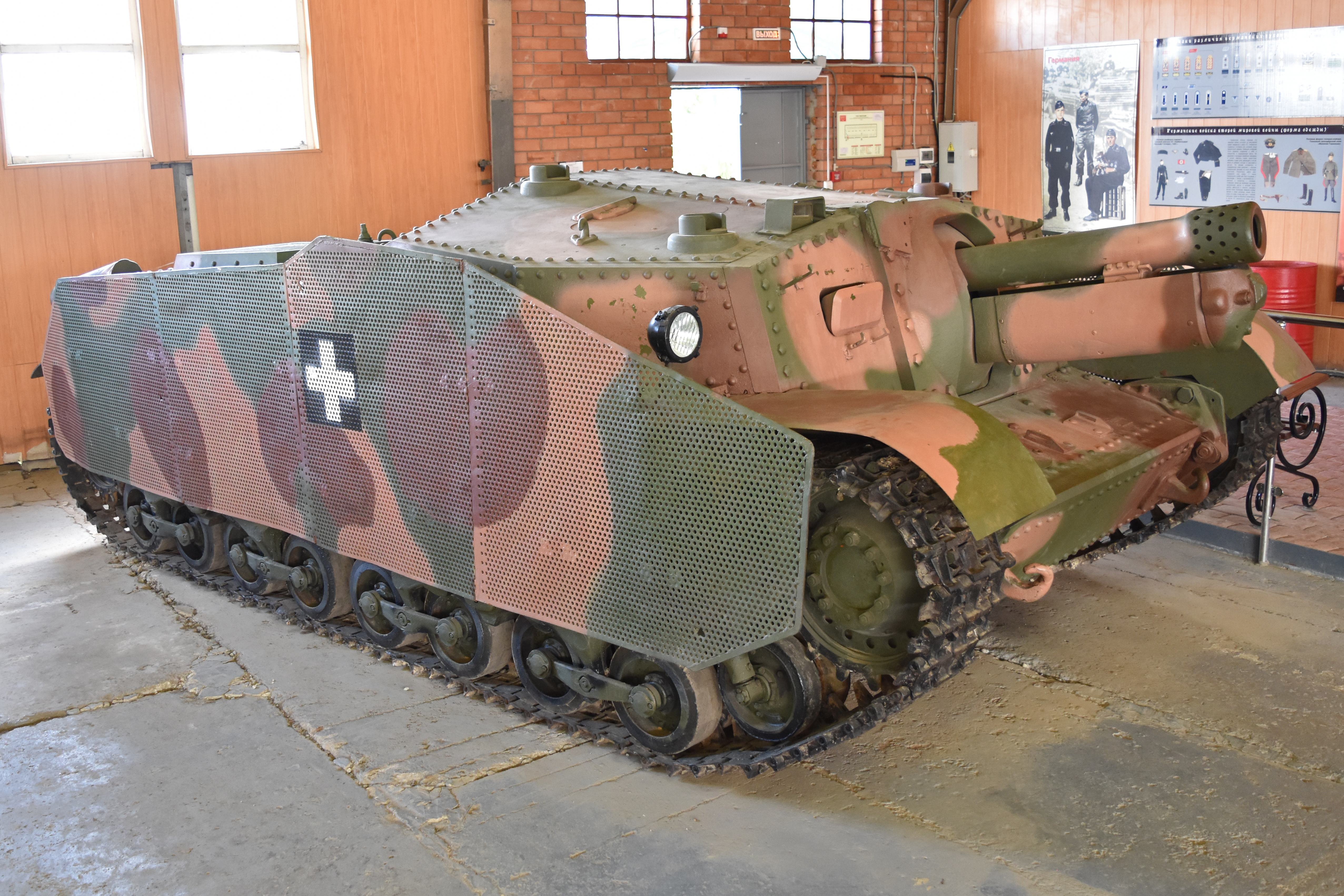
L'unique exemplaire conservé dans un musée.

Le Zrínyi était un canon automoteur hongrois de la Seconde Guerre mondiale. Construit à partir du châssis du char Turan par la firme MÁVAG. Entré en service le 1er mai 1943, 70 ou 72 ont été construits.